# نابض شعري

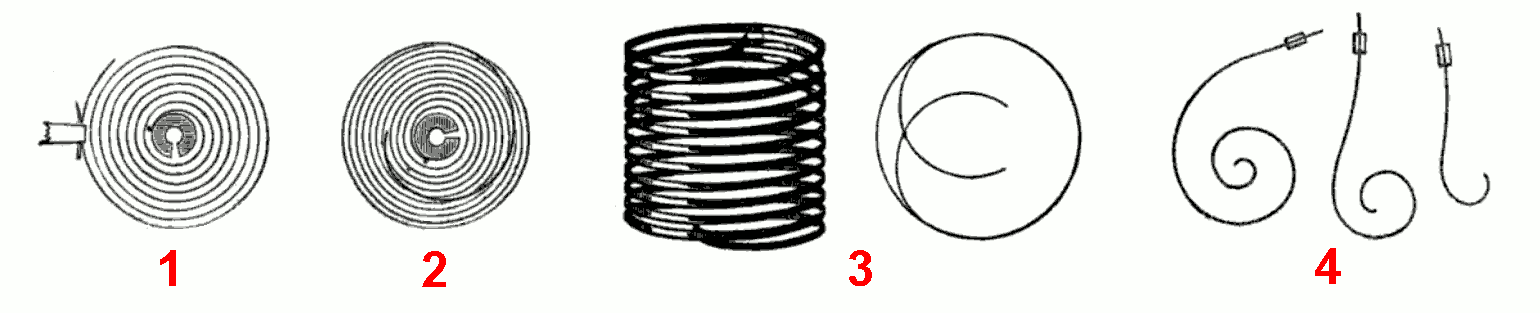
بعض أنواع النابض الشعري (1) الأفقي (2) نابض بريجو (3) حلزون الكرونومتر والذي يظهر به نهاياته المنحنية، (4) نابضات شعرية قديمة.

النابض الشعري أو نابض الاتزان أو نابض الميزان هو نابض يستخدم في الساعات الميكانيكية، لضبط سرعة حركة عجلة الإتزان وتنظيم حركتها.
يتكون النابض الشعري من لولب دقيق للغاية، متصلة في العادة برافعة تنظّم معدل الحركة. يكوّن النابض الشعري وعجلة الإتزان معًا هزاز توافقي، لضبط قوى الرنين. كان لاختراع النابض الشعري حوالي عام 1657، عظيم الأثر في زيادة دقة أجهزة قياس الوقت، مما حول ساعات الجيب القديمة من مقتنيات ثمينة إلى أداة من السهل اقتنائها لمعرفة الوقت.